# Tenniöjoki
Tenniöjoki je rijeka u Rusiji i Finskoj, pritok Kemijokija. 

## Tok rijeke
Izvire u močvarnom području uz obronke planine Minkeliminturi, u Murmanskoj oblasti u Rusiji. U gornjem dijelu toka definira dio finsko-ruske granice. Zatim teče kroz Rusiju pa opet ulazi u Finsku u regiji Laponija. Jedna od njenih pritoka je Kuolajoki, koja također počinje na ruskoj strani granice i završava u Finskoj.
Rijeka je duga 73 km, s površina porječja od 725 km2. Izvire u Finskoj. 

## Daljnje čitanje
- (fin.) Suuri tietosanakirja. WSOY, 2001. ISBN 951-0-26053-3.
- (fin.) Tietojätti. Gummerus, 1985. ISBN 951-864-059-9.
- (fin.) Keski- ja Ylä-Kemijoen kalatalousselvityksiä vuosina 1989–2000, s. 34–35. Lapin ympäristökeskus, 2006. ISSN 1455-2639.

## Vanjske poveznice
|  | Zajednički poslužitelj ima još gradiva o temi Tenniöjoki |